# De Palingvissers
De palingvissers is een musical van Jan Rot, die vanaf september/oktober 2009 in meer dan 50 Nederlandse theaters draaide. Op 5 oktober 2009 ging de musical in Purmerend in première, na een maand van try-outs.

## Verhaal
De Palingvissers speelt zich af in Volendam 2009. De palingvangst ligt op zijn gat, dus zijn de voormalige vissers Naatje en Zoer het Catshuis begonnen, waar toeristen worden ontvangen met muziek, een praatje, een rondleiding en de mogelijkheid tot het kopen van souvenirs. Zo wekt Naatjes vrouw Leila de oude Sijtje Boes tot leven, en speelt hun zoon voor Hansje Brinker. De komst van een vreemde eend in het orkestje, Mimi, zet nieuwe ontwikkelingen in gang, maar haalt ook oud zeer boven. De klap komt uit onverwachte hoek.

## Nummers uit de musical
Acte / bedrijf I
- DE PAREL VAN VOLENDAM (Largo al factotum – Rossini, Il barbiere di Siviglia)

Zoer
- DE FLIEREFLUITER (Der Vogelfänger – Mozart, Die Zauberflöte)

Naatje
- DUET (Au fond du temple saint – Bizet, Les pêcheurs de perles)

Zoer en Naatje
- HIER ZEGT IEDEREEN MIMI (Si, mi chiamano Mimi – Puccini, La bohème)

Mimi
- OGENBLIKSEM (Romance de Nadir, Bizet, Les pêcheurs de perles)

Naatje, Zoer, Hansje
- LIEFDE IS... (L'amour est un oiseau rebelle (Habanera) – Bizet, Carmen)

Leila & ensemble
- ADDIO, OUDE FOTO (Addio del passato, Verdi, La Traviata)

Leila
- U KAN HET WETEN (Voi si chapete – Mozart, Le nozze di Figaro)

Hansje
- DAMES DIE DOEN MAAR WAT (La donna e mobile – Verdi, Rigoletto)

Naatje
- LIEFDESDOOD (Liebestod – Wagner, Tristan und Isolde)

Mimi
- DOLVERLIEFDE LIEFDESNACHT (Barcarolle – Offenbach, Les contes d'Hoffmann)

ensemble
Acte / bedrijf II
- DE TRAAN VAN MAXIMA (Una fortiva lagrima – Donizetti, L'elisir d'amore)

Naatje en Zoer
- LOUTER LIEDKUNST (Vissi d’arte – Puccini, Tosca)

Mimi
- OOIT, EEN ZOMERAVOND (Un bel di vedremo, Puccini, Madama Butterfly)

Zoer
- TRIOMFMARS (Gloria all’Egito – Verdi, Aïda)

Ensemble
- KONINGIN VAN DE LACH (Die hölle Rache – Mozart, Die Zauberflöte)

Ensemble
- BIJ VAKANTIE, ZON EN ZEE (Di Provenza – Verdi, La Traviata)

Leila & Naatje
- ARME DIVA (Casta diva - Bellini, Norma)

Vrouw Antje
- DENK VAAK AAN MIJ (When I am laid – Purcell, Dido and Aeneas)

Leila
- ALLES IS PRIMA, PAPA (O mio babbino caro – Puccini, Gianni Schicchi)

Hansje
- WELTERUSTEN (Nessun Dorma - Puccini, Turandot)

Naatje

## Rolverdeling

### Originele rolverdeling (2009-2010)
acteurs
- Naatje Veerman - Bill van Dijk
- Zoer Keizer- Jan Rot
- Leila Veerman-Mühren - Astrid Nijgh
- Mimi de Cock - Marjolein Meijers
- Hansje Brinkers - Hans Zilver

muzikanten
- Vrouw Antje - Sandra Mirabal
- Jan Tol - Onno Kuipers
- Jan Tuyp - Walter Kuipers
- Klaas Zwarthoed - Jakob Klaasse

creatives
- regieadvies Eddy Habbema
- script en vertalingen operaklassiekers Jan Rot
- arrangementen en muzikale leiding Jakob Klaasse
- zaaltechniek en ontwerp Alex Leerentveld

## Trivia
Op de première in Purmerend waren o.a. Piet Veerman, Anny Schilder en Nick van Simon aanwezig.

## Discografie

### Albums
- Er is een cd uitgekomen met negen liedjes uit de musical, alsmede een tekstboekje met het script.